# Philodendron wendlandii
Philodendron wendlandii är en kallaväxtart som beskrevs av Heinrich Wilhelm Schott. Philodendron wendlandii ingår i släktet Philodendron och familjen kallaväxter. Inga underarter finns listade.